# 保幼小中一貫教育
保幼小中一貫教育（ほようしょうちゅういっかんきょういく）とは、保育（一般の保育所で行われている教育）あるいは就学前教育（一般の幼稚園で行われている教育）と、初等教育（一般の小学校で行われている教育）と前期中等教育（一般の中学校で行われている教育）との課程を調整し、保育所・幼稚園での保育成果を効果的に小学校低学年時教育、高学年教育から前期中等教育へ引き継いだ、無駄を省き一貫性を持たせた体系的な教育方式のことである。
2017年4月1日、千葉県の南房総市立富山学園が全国初の実例として開校した。
これを行っている学校のことを保幼小中一貫校（ほようしょうちゅういっかんこう）という。

## 概要
近年、自治体の多くで保育所と幼稚園、小学校、中学校の教育の一貫教育を目指した動きが活発となっている。背景には子供の学習意欲の低下や小1プロブレム、中1ギャップなどがあげられる。一貫教育とすることにより学習意欲を高めることや思いやりの心を持たせることが狙いとなる。